# Звиняче (станція)
Звиня́че — проміжна залізнична станція Рівненської дирекції Львівської залізниці на неелектрифікованій лінії Підзамче — Ківерці між станціями Сенкевичівка (9 км) та Горохів (14 км). 
Розташована на північній околиці села Звиняче Луцького району Волинської області.

## Історія
Станція відкрита 1925 року під час будівництва залізничної лінії Луцьк — Підзамче.

## Пасажирське сполучення
На станції зупиняються приміські поїзди сполученням Ківерці — Стоянів / Радехів.